# Aspidoscelis guttata
Espèce
Synonymes
- Cnemidophorus guttatus Wiegmann, 1834
- Cnemidophorus microlepidopus Cope, 1877
- Cnemidophorus immutabilis Cope, 1878
- Cnemidophorus unicolor Cope, 1878
- Cnemidophorus guttatus striatus Gadow, 1903
- Cnemidophorus guttatus flavilineatus Duellman & Wellman, 1960
- Aspidoscelis guttatus (Wiegmann, 1834)

Statut de conservation UICN

 LC  : Préoccupation mineure
Aspidoscelis guttata est une espèce de sauriens de la famille des Teiidae.

## Répartition
Cette espèce est endémique du Mexique. Elle se rencontre dans les États du Veracruz, d'Oaxaca, et du Guerrero jusqu'au Chiapas.

## Sous-espèces
Selon The Reptile Database (22 janvier 2014) :
- Aspidoscelis guttata flavilineatus (Duellman & Wellman, 1960)
- Aspidoscelis guttata guttata (Wiegmann, 1834)
- Aspidoscelis guttata immutabilis (Cope, 1878)

## Publications originales
- Cope, 1878 "1877" : Tenth contribution to the herpetology of tropical America. Proceedings of the American Philosophical Society, vol. 17, p. 85–98 (texte intégral).
- Duellman & Wellman, 1960 : A Systematic Study of the Lizards of the Deppel Group:(Genus Cnemidophorus) in Mexico and Guatemala. Miscellaneous publications, Museum of Zoology, University of Michigan, no 111, p. 1-81 (texte intégral).
- Wiegmann, 1834 : Herpetologia mexicana, seu Descriptio amphibiorum Novae Hispaniae quae itineribus comitis De Sack, Ferdinandi Deppe et Chr. Guil. Schiede in Museum zoologicum Berolinense pervenerunt. Pars prima saurorum species amplectens, adjecto systematis saurorum prodromo, additisque multis in hunc amphibiorum ordinem observationibus. Lüderitz, Berlin, p. 1-54 (texte intégral).
- A study of the teiid lizards of the genus Cnemidophorus with special reference to their phylogenetic relationships (Charles Earl Burt), 1931